# NSU 125 ZDB

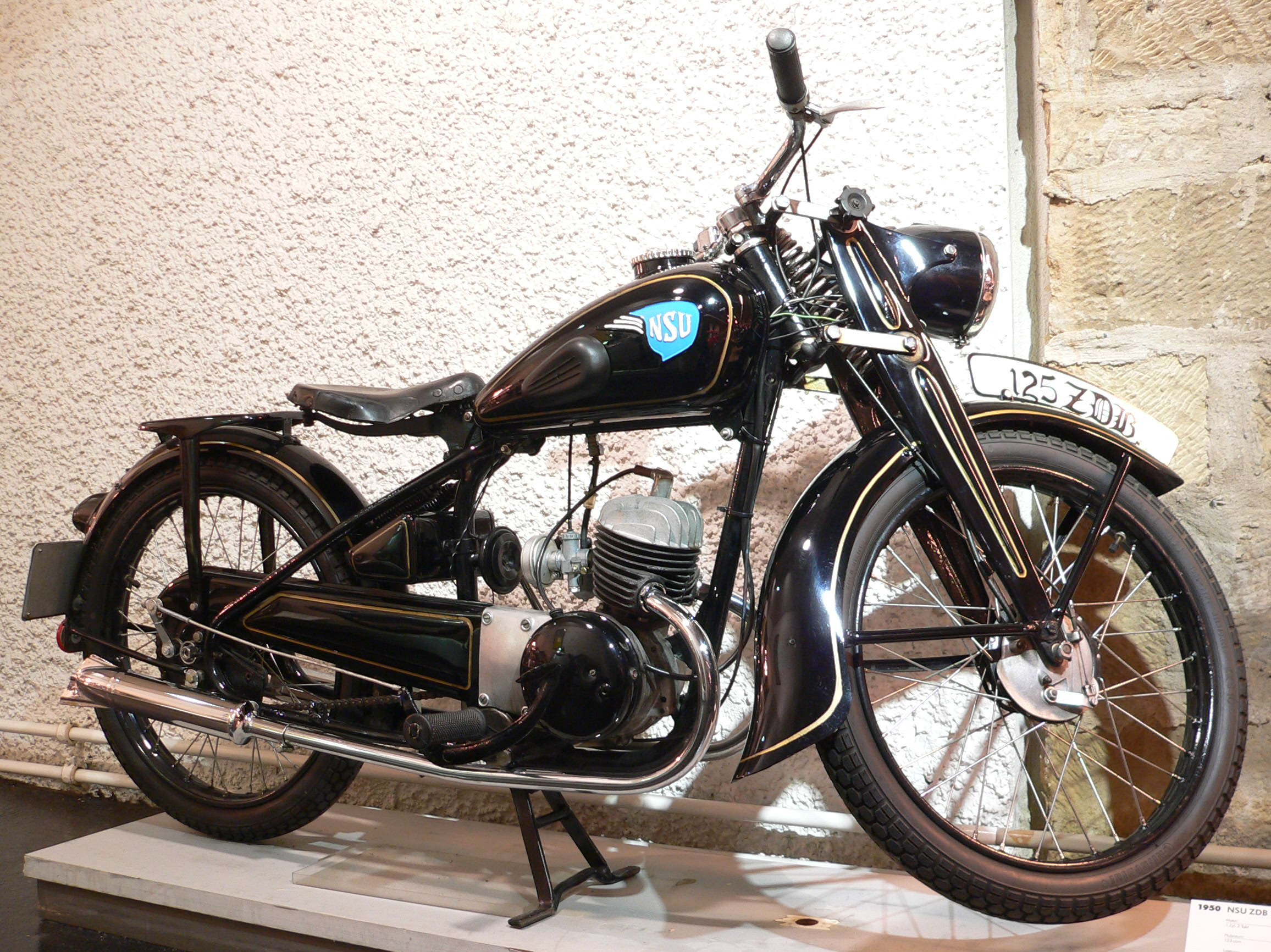
NSU 125 ZDB von 1950

Die NSU 125 ZDB ist ein Kleinmotorrad der NSU Motorenwerke, das 1941 als letzte Neukonstruktion vor der Unterbrechung der Produktion durch den Zweiten Weltkrieg die Nachfolge der Pony 100 antrat. Nach Ende des Zweiten Weltkriegs wurde sie geringfügig modifiziert erneut von 1947 bis 1951 produziert.
Das Nachfolgemodell war die NSU Fox.
| NSU 125 ZDB           | NSU 125 ZDB                                                      |
| --------------------- | ---------------------------------------------------------------- |
| Motor                 | luftgekühlter Einzylinder-Zweitaktmotor, Kickstarter             |
| Steuerung             | Schlitzsteuerung                                                 |
| Ladungswechsel        | Umkehrspülung                                                    |
| Bohrung × Hub         | 52 × 58 mm                                                       |
| Hubraum               | 123 cm³                                                          |
| Leistung              | 4 PS (2,9 kW) bei 4500/min ab 1947: 4,8 PS (3,5 kW) bei 4600/min |
| Schmierung            | Zweitaktgemisch 1 : 25                                           |
| Getriebe              | 3-Gang-Getriebe mit Fußschaltung                                 |
| Endantrieb            | Kette                                                            |
| Rahmen                | geschlossener Stahlrohrrahmen                                    |
| Radstand              | 1280 mm                                                          |
| Bremsen               | Innenbackenbremsen vorn und hinten                               |
| Radaufhängung vorn    | Parallelogrammgabel mit Stahldruckfeder                          |
| Radaufhängung hinten  | Starrrahmen                                                      |
| Reifengröße           | 2.50 × 19″                                                       |
| Leergewicht           | 85 kg                                                            |
| Tankinhalt            | 10 Liter                                                         |
| Normverbrauch         | 2,4 l/100 km                                                     |
| Höchstgeschwindigkeit | 75 km/h                                                          |
| Lichtmaschine         | 6 V – 25–35 W                                                    |